# 聖埃倫娜德爾奧蓬
聖埃倫娜德爾奧蓬是哥倫比亞的城鎮，位於該國東北部，由桑坦德省負責管轄，始建於1975年4月14日，面積198平方公里，海拔高度1,426米，2005年人口4,329。
6°20′N 73°36′W / 6.333°N 73.600°W